# Myxocyprinus
Myxocyprinus is een monotypisch geslacht van straalvinnige vissen uit de familie van de zuigkarpers (Catostomidae).

## Soort
- Myxocyprinus asiaticus (Bleeker, 1864) – Chinese zuigkarper